# 中島健郎
中島 健郎（なかじま けんろう、1984年10月19日 - 2024年7月27日）は、日本の登山家、山岳ガイド、山岳カメラマン。ピオレドール賞を3度受賞した。

## 人物・来歴
1984年、奈良県高取町生まれ。少年期に父に山へ連れられていたことが、登山に親しむきっかけとなった。
2003年4月関西学院大学入学。山岳部に所属し、登山の基礎を学ぶ。在学中に3度の海外遠征を経験し、2つの未踏峰に登頂。
2008年3月大学卒業後、貫田宗男が設立したWECトレックに所属、海外高峰の山岳ガイドを務め、海外山岳・辺境地域における過酷な環境下での山岳カメラマン(写真、TV)として活動。竹内洋岳からの信頼が厚く、チョ・オユーやダウラギリ等、数々の挑戦にパートナー兼カメラマンとして同行している。
2012年以降、日本テレビ『世界の果てまでイッテQ!』登山部シリーズにカメラマンとして参加。2015年のマッキンリー登山企画では、6月21日のイモトアヤコの登頂時が雲海に覆われて景色が撮影できなかったため、中島健郎のみ翌22日に2日連続で登頂して山頂風景の撮影を行った。2014年4月、同番組の「イモトアヤコエベレスト登山企画」に参加して現地入りしていたが
、大規模な雪崩が発生したために企画自体が中止となった。
2017年8月22日、平出和也と共にシスパーレ (7,611m/パキスタン) 北東壁の未踏ルート登攀に成功。この功績により平出と共に第12回ピオレドールアジア賞を受賞したほか、第26回ピオレドール賞も受賞した。
2019年7月2日、平出和也と共にラカポシ (7,788m/パキスタン) 南壁の未踏ルート登攀に成功。この功績により平出と共にピオレドール賞としては2度目となる第28回ピオレドール賞も受賞した。

### K2登攀中の滑落事故とその後
2024年7月27日、平出とともにK2西壁を登攀中、標高約7,550メートル付近で滑落。2人の位置は救助に来たヘリコプターから確認されたが標高が高く急峻な場所であり接近が困難であった。滑落以降2人に動きがなく、さらに上部に大きな氷塔があり崩落による二重遭難の恐れがあることなどから、家族の同意の下で同月30日に救助活動が打ち切りとなり、同日深夜に所属先の石井スポーツがホームページで発表した。同年8月22日、石井スポーツはホームページで「（事故に関する）最終の報告」として、遭難により死亡したとの見解を示し、両名に対し追悼の意を表明するメッセージを発出した。
同年11月1日、平出とともに2023年のティリチミール未踏北壁からの登頂の実績から、3度目のピオレドール賞を受賞した。同年12月10日にイタリア・サンマルティーノディカストロッツァで行われた授賞式では、双方の遺族が代理で出席し、トロフィーを受け取っている。同月14日、東京都内で平出とともに偲ぶ「お別れの会」が開かれ、約1,500人が参列した。

### 略年譜
- 1984年10月19日 - 奈良県高取町に生まれる。
- 2003年4月1日 - 関西学院大学理工学部入学。山岳部に所属。
- 2006年9月26日 - パンバリヒマール（英語版）(未踏峰/6,887m/ネパール)初登頂[3]。
- 2008年3月15日 - ディンジュンリ(Dingjung Ri)(未踏峰/6,196m/ネパール)初登頂 (関西学院大学山岳部:中島健郎,山本大貴)[4]。
- 2008年3月31日 - 関西学院大学卒業。卒業後はWECトレックに所属。
- 2009年 - マッターホルン(4,478m/スイス)単独登頂 (ツェルマットより1Day往復)。
- 2011年4月15日 - 無名峰(未踏峰/6,056m/ネパール)初登頂 (team honda:本多通宏,奥田仁一,中島健郎,鈴木彩乃)[20]。
- 2011年9月30日 - チョ・オユー(8,188m/パキスタン)登頂 (竹内洋岳,中島健郎)。
- 2012年5月4日 - ダウラギリ(8,167m/ネパール)。竹内洋岳の8,000m峰14座完登にカメラマンとして同行。竹内洋岳は登頂したが、本人は7,000m付近で高山病のため未登頂。このときの挑戦はNHKのTV番組『世界の名峰グレートサミッツ』および『NHKスペシャル』にて放映された[21]。
- 2012年9月7日 - マッターホルン(4,478m/スイス)登頂 (世界の果てまでイッテQ!登山部隊:Michael Lerjen,イモトアヤコ,貫田宗男,中島健郎他)[22]。
- 2013年10月2日 - マナスル(8,163m/ネパール)ガイド登頂 (世界の果てまでイッテQ!登山部隊:角谷道弘,イモトアヤコ,貫田宗男,奥田仁一,中島健郎,三戸呂拓也,大城和恵,門谷優,廣瀬あかり,石崎史郎,藤野研介,小野寺健)[23]。
- 2015年6月21日 - マッキンリー(6,168m/アメリカ合衆国)登頂 (世界の果てまでイッテQ!登山部隊：角谷道弘,イモトアヤコ,貫田宗男,奥田仁一,榊原喜彦,中島健郎,三戸呂拓也,中村俊啓,飯田祐一郎,石井邦彦,門谷優,廣瀬あかり,石崎史郎,藤野研介,小野寺健）[5][6]。
- 2015年10月29日 - アピ（英語版）(7,132m/ネパール)登頂 (JAPAN API EXPEDITION TEAM:平出和也,中島健郎,三戸呂拓也)[24]。
- 2017年8月22日 - シスパーレ（英語版）［北東壁］(7,611m/パキスタン) 新ルートから登頂。(平出和也,中島健郎)。このときの挑戦はNHKのTV番組「銀嶺の空白地帯に挑む～カラコルム・シスパーレ～」で放送された。また、この功績により第12回ピオレドールアジア賞と第26回ピオレドール賞を受賞。
- 2018年5月17日 - エベレスト［北陵］(8,848m/チベット)登頂(Kuraoka Guide Expedition:倉岡裕之,中島健郎,大城和恵,本池晋,前山敏行,上山弘平,伊藤孝浩)[25]
- 2019年7月2日 - ラカポシ［南壁］(7,788m/パキスタン)新ルートから登頂(平出和也,中島健郎)[26]。また、この功績により第28回ピオレドール賞を受賞[9]。
- 2022年9月 - カールンコー北西壁(6,977m/パキスタン)初登攀(平出和也,中島健郎)[27]
- 2023年7月 - ティリチミール北壁(7,708m/パキスタン)初登攀(平出和也,中島健郎)[28]。この功績により3度目のピオレドール賞を受賞[2]。
- 2024年7月27日 - K2登攀中に平出和也とともに標高約7,550メートル付近で滑落、同月30日に救助活動打ち切りとなった[1][10]。このときの挑戦について、NHKのTV番組「K2西壁 ふたりの軌跡  平出和也と中島健郎が挑んだ空白地帯」[29]で放送された。番組では、2回目の頂上アタック直前まで本人たちが撮影した映像やインタビューを含めて放送された。

## マスメディア

### TV等出演
- 2012年2月19日 日本テレビ『世界の果てまでイッテQ!』イモトが挑む南米大陸最高峰アコンカグア登頂スペシャル[30]
- 2012年8月18日 NHK BSプレミアム『世界の名峰グレートサミッツ』「8000m全山登頂」
- 2012年9月30日 日本テレビ『世界の果てまでイッテQ!』マッターホルン登山[22]
- 2012年12月9日 NHK『NHKスペシャル』「ヒマラヤ8000m峰 全山登頂に挑む」[21]
- 2013年4月21日 日本テレビ『世界の果てまでイッテQ!』八ヶ岳南沢大滝[31]
- 2013年9月22日 日本テレビ『世界の果てまでイッテQ!』槍ヶ岳夏山合宿[32]
- 2013年11月10日 日本テレビ『世界の果てまでイッテQ!』マナスル登山[23]
- 2013年11月16日 テレビ東京 土曜スペシャル 紅葉を求めて!軽井沢-赤城山縦走ふれあい登山度2
- 2014年5月18日 日本テレビ『世界の果てまでイッテQ!』イッテQ!登山部世界最高峰エベレストへの挑戦～その一部始終～ [7]
- 2014年11月23日 TBS系『情熱大陸』（MBS制作）プロ登山家･竹内洋岳[33]
- 2015年3月7日 テレビ朝日『夏目と右腕』登山家竹内洋岳の右腕、山岳カメラマン中島健郎
- 2015年4月11日 NHK NHKスペシャル「幻の山カカボラジ　全記録〜アジア最後の秘境を行く〜」[34][35]
- 2015年7月26日 日本テレビ『世界の果てまでイッテQ!』登山部マッキンリー登頂プロジェクト[6]
- 2018年2月3日 NHK BS1 「銀嶺の空白地帯に挑む〜カラコルム・シスパーレ〜」[36]
- 2018年7月29日 TBS「情熱大陸」＃1012「登山家 山岳カメラマン・平出和也」[37]
- 2019年8月24日 NHK BSプレミアム/BS4K『グレートヒマラヤトレイル 第1話 遥かなる天空の道』
- 2019年9月21日 NHK BSプレミアム/BS4K『グレートヒマラヤトレイル 第2話 エベレスト 光の回廊』
- 2020年10月17日 NHK BSプレミアム/BS4K『グレートヒマラヤトレイル 第3話 ジャヌー 神のすむ大岩壁』
- 2020年10月24日 NHK BSプレミアム/BS4K『グレートヒマラヤトレイル 第4話 カンチェンジュンガ 五大宝蔵を求めて』
- 2020年 - NHK BSプレミアム/BS4K『グレートヒマラヤトレイル撮影日誌』（各話毎に15分番組が10本）
- 2021年5月1日 NHK BSプレミアム/BS4K『地球(アース)トラベラー 冬の屋久島 水を巡る旅』
- 2021年8月 NHK BSプレミアム『地球(アース)トラベラー 洋上アルプス撮影日誌』（15分番組が5本）
- 2021年11月23日 NHK BSプレミアム/BS4K『地球(アース)トラベラー 錦秋の剱岳 幻の滝を撮る』
- 2022年2月 - NHK BSプレミアム『地球(アース)トラベラー 錦秋の剱岳撮影日誌』（15分番組が5本）
- 2022年3月19日 NHK BSプレミアム/BS4K『地球(アース)トラベラー 厳冬 遥かなる利尻山』
- 2022年7月23日/30日 NHK BSプレミアム/BS4K『地球(アース)トラベラー 完登めざせ 幻の剱大滝』
- 2022年8月 - NHK BSプレミアム『地球(アース)トラベラー 幻の剱大滝 撮影日誌』（15分番組が5本）
- 2022年8月 - NHK BSプレミアム『地球(アース)トラベラー 利尻山撮影日誌』（15分番組が5本）
- 2023年2月11日 NHK BSプレミアム/BS4K『地球(アース)トラベラー グレートヒマラヤトレイル 第5話 栄光と悲劇の山 アンナプルナ』
- 2023年2月25日 NHK BSプレミアム 「もう一度、あの高みへ 〜登山家 平出和也 再起をかけた挑戦〜」[38]
- 2023年3月 - NHK BSプレミアム『GH撮影日誌 §5アンナプルナ』（15分番組が5本）
- 2023年6月17日 NHKラジオ「石丸謙二郎の山カフェ」平出和也と共に出演[39]
- 2023年12月9日 NHK BS/BS4K『地球(アース)トラベラー グレートヒマラヤトレイル 第6話 日本人が愛した山 マナスル』
- 2024年3月9日 NHK BS/BS4K『地球(アース)トラベラー グレートヒマラヤトレイル 第7話 最後の8000m峰 ダウラギリ』
- 2024年3月 - NHK BS『GH撮影日誌 §7 ダウラギリ』（15分番組が5本）
- 2024年3月 - NHK BS『GH撮影日誌 §6 マナスル』（15分番組が5本）
- 2025年3月 - NHK BSP4K(8日)/BS(22日)『K2西壁 ふたりの軌跡  平出和也と中島健郎が挑んだ空白地帯』[29] - 事故直前までの挑戦の様子が放送された。
- 2025年3月9日 日本テレビ『世界の果てまでイッテQ!』ブライトホルン登山 - 追悼を兼ねた放送となり、過去の登山の様子がライブラリで放送された。